# Håkan Mild
Stig Håkan Mild (Trollhättan, 14 juni 1971) is een Zweeds voormalig betaald voetballer die doorgaans als centrale middenvelder speelde. Mild heeft voornamelijk voor IFK Göteborg gespeeld, waarmee hij viermaal Zweeds landskampioen werd.
Mild speelde 74 interlands in het Zweeds voetbalelftal, waarin hij acht keer scoorde. Hij nam deel aan het WK 1994 en aan EURO 2000.

## Clubcarrière
Mild veroverde vier Zweedse landstitels met IFK Göteborg, dat gedurende de jaren tachtig en negentig van de 20e eeuw ongenaakbaar was op Zweedse bodem. De Allsvenskan werd met name gewonnen in 1990, 1991, 1993 en 1996. Met Göteborg nam hij deel aan de UEFA Champions League 1992/93, de eerste editie onder de noemer Champions League. In 1991 won Mild ook de Svenska Cupen, de nationale voetbalbeker. Mild, doorgaans basisspeler, heeft met Göteborg aangetreden in meer dan 250 competitiewedstrijden, maar was tussendoor ook bij enkele buitenlandse clubs actief. Zo waagde hij zich van 1996 tot 1998 aan een Spaans avontuur bij Real Sociedad in de Primera División (La Liga). Daar kwam hij vijftigmaal in actie en trof één keer doel. Sociedad eindigde in 1998 verrassend als derde van de competitie. Eerder, van 1993 tot 1995, stond Mild onder contract bij het Zwitserse Servette uit Genève, waarvoor hij 21 wedstrijden speelde op het hoogste niveau; de Super League.
Tijdens het seizoen 2001/02, voor zijn laatste terugkeer naar Göteborg, was hij actief voor de Engelse tweedeklasser Wimbledon FC, waar hij negenmaal in actie kwam.
In 2005 stopte Mild met voetballen bij IFK Göteborg. Zijn laatste officiële wedstrijd speelde Mild tegen het Noorse FC Lyn Oslo op 11 december 2005.

## Erelijst
| Competitie    |              |                        |
| Competitie    | Aantal       | Jaren                  |
| IFK Göteborg  | IFK Göteborg | IFK Göteborg           |
| ------------- | ------------ | ---------------------- |
| Allsvenskan   | 4×           | 1990, 1991, 1993, 1996 |
| Svenska Cupen | 1×           | 1991                   |

## Interlandcarrière
Mild debuteerde op 17 april 1991 als negentienjarige in het Zweeds voetbalelftal onder bondscoach Tommy Svensson. Dit was een 2–2 gelijkspel van Zweden tegen Griekenland. Mild mocht als jongeling mee naar de Olympische Zomerspelen 1992 in Barcelona. Twee jaar later, na uitstekende prestaties van de middenvelder bij achtereenvolgens IFK Göteborg en Servette Genève, werd Mild door bondscoach Svensson opgenomen in de selectie voor het WK 1994 in de Verenigde Staten. Zweden behaalde in de VS haar beste resultaat ooit op een WK-eindronde. Het verloor pas van Brazilië, dat het WK zou winnen, in de halve finale. Mild, die bij de nationale ploeg een vaste kracht werd, en Zweden kwalificeerden zich na het fabelachtige wereldkampioenschap van 1994 echter niet voor EURO 1996 in Engeland én het WK 1998 in Frankrijk.
In 2000 was Mild weer van de partij op EURO 2000 in Nederland en België, onder leiding van Lars Lagerbäck en diens rechterhand en beloftencoach Tommy Söderberg. In 1994 waren spelers als Martin Dahlin, Tomas Brolin en Anders Limpar de vedettes van het toernooi. Zes jaar na datum waren aanvaller Henrik Larsson en middenvelders Mild en Fredrik Ljungberg de stuurlui aan wal. Men ging er samen met België uit na de groepsfase. Op 25 april 2001 speelde Mild zijn laatste interland tegen Zwitserland. Zweden won de wedstrijd met 0–2, twee doelpunten van huidig recordinternational Anders Svensson.